# Сегал, Михаил Семёнович
Михаил Семёнович Сегал (род. 13 марта 1952, Челябинск) — советский легкоатлет, специалист по тройному прыжку. Выступал за сборную СССР по лёгкой атлетике в 1970-х годах, серебряный призёр чемпионата СССР, победитель первенств всесоюзного и всероссийского значения, участник чемпионата Европы в Риме. Представлял Челябинск и спортивное общество «Локомотив». Мастер спорта СССР международного класса. Тренер, преподаватель Челябинского педагогического института. Кандидат биологических наук.

## Биография
Михаил Сегал родился 13 марта 1952 года в Челябинске. Занимался лёгкой атлетикой в местной спортивной школе под руководством заслуженного тренера РСФСР Германа Дмитриевича Реша, выступал за добровольное спортивное общество «Локомотив». Окончил факультет физической культуры Челябинского государственного педагогического института (1973).
Впервые заявил о себе в тройном прыжке в сезоне 1972 года, когда в составе советской сборной с результатом 16,29 одержал победу на международном турнире в американском Сакраменто. По итогам сезона удостоен почётного звания «Мастер спорта СССР международного класса».
В октябре 1973 года выиграл бронзовую медаль на всесоюзных соревнованиях в Сухуми.
В 1974 году на чемпионате СССР в Москве с результатом 16,74 завоевал серебряную награду, уступив лишь титулованному Виктору Санееву. Благодаря этому успешному выступлению удостоился права защищать честь страны на чемпионате Европы в Риме — в программе тройного прыжка показал результат 15,89 метра, расположившись в итоговом протоколе на 12-й строке.
В сентябре 1975 года отметился победой на всесоюзном турнире в Сухуми.
В 1976 году стал седьмым на чемпионате СССР в Киеве.
В 1977 году превзошёл всех соперников на всесоюзном турнире в Баку.
В мае 1978 года выиграл серебряную медаль на соревнованиях в Сочи.
В 1979 году на зимнем чемпионате СССР в Минске занял шестое место в тройном прыжке, установив свой личный рекорд в помещении — 16,54 метра.
В апреле 1980 года стал серебряным призёром на турнире в Сочи.
В июле 1981 года победил на всесоюзных соревнованиях в Донецке, установил личный рекорд в тройном прыжке на открытом стадионе — 16,95 метра.
Ещё будучи действующим спортсменом, с 1979 года работал тренером по лёгкой атлетике в школе высшего спортивного мастерства, в 1980—1997 годах преподавал на кафедре лёгкой атлетики Челябинского педагогического института. Автор ряда научных статей и методических пособий спортивной тематики. Кандидат биологических наук (2004). Также известен как врач-массажист.